# Eva Tonkel
Eva Tonkel (* 21. Februar 1966 in Heidelberg als Eva Franz) ist eine deutsche Filmproduzentin.

## Leben
Eva Tonkel studierte unter anderem Film an der University of California, Los Angeles (UCLA). Nach Abschluss des Studiums arbeitete sie als TV-Producerin bei der Columbia Tristar Film und Fernseh-Produktions GmbH und war dort für die Drehbücher der Fernsehserien Nikola (RTL) und Ritas Welt (RTL) sowie die Neuentwicklungen Post Mortem und Powder Park (Das Erste) verantwortlich. Bei der neue deutsche Filmgesellschaft (ndF) kümmerte sie sich 2001 um die Fernsehserien Die Kumpel (Sat.1) und St. Angela (Das Erste). Als Redakteurin bei ProSiebenSat.1 verantwortete sie von 2004 bis 2011 unter anderem Funny Movies, Dr. Psycho sowie den Quatsch Comedy Club. Im Jahr 2007 gründete sie die Produktionsfirma JET Productions, führte Regie bei diversen Musikvideos und produzierte den Kurzfilm Leave Without Running. Seit Oktober 2011 verantwortet und leitet Eva Tonkel als Produzentin den Bereich „Comedy“ der Odeon Film und ist Geschäftsführerin der GoodMood Productions.
Sie ist mit dem Schauspieler Jürgen Tonkel verheiratet, mit dem sie in München lebt.

## Filmografie
- 2001–2009: Powder Park (Fernsehserie, 26 Folgen)
- 2006: Was nicht passt, wird passend gemacht
- 2007: Dr. Psycho – Die Bösen, die Bullen, meine Frau und ich
- 2008: Maja (Fernsehserie)
- 2008–2011: FunnyMovies
- 2009: Der kleine Mann
- 2009: Leave Without Running
- 2011: Flaschendrehen
- 2014: Beste Chance
- 2016–2022: Marie fängt Feuer (Fernsehserie, 3 Folgen)
- 2019: Servus, Schwiegersohn!
- 2021: Servus, Schwiegermutter!

## Auszeichnungen
- 2011: Kurzfilmpreis Das goldene Glühwürmchen beim Fünf Seen Filmfestival (gemeinsam mit Jürgen Tonkel) für Leave Without Running